# Juan Fernández la Villa
Juan Fernández la Villa   (Oviedo, 4 de juny de 1985) és un jugador d'hoquei sobre herba espanyol, ja retirat, guanyador d'una medalla olímpica.
Membre del Real Club de Campo de la ciutat de Madrid va participar, als 23 anys, en els Jocs Olímpics d'Estiu de 2008 realitzats a Pequín (República Popular de la Xina), on aconseguí guanyar la medalla de plata en la competició masculina d'hoquei sobre herba olímpica.
Al llarg de la seva carrera ha guanyat una medalla de bronze en el Campionat del Món d'hoquei sobre herba i una de plata en el Campionat d'Europa de la disciplina.
Una vegada retirat, el 2012, passà a centrar-se en els estudis de medicina.